# HD 49877
HD 49877，又名CP-55 1063，SAO 234710、HR 2526，是一颗恒星，视星等为5.61，位于銀經265.13，銀緯-22.65，其B1900.0坐标为赤經6h 45m 21.7s，赤緯-55° -22.65′ 44″。